# Vriesea paradoxa
Vriesea paradoxa là một loài thuộc chi Vriesea. Đây là loài bản địa của Brasil.